# Thomas Betterton
Pour les articles homonymes, voir Betterton (homonymie).

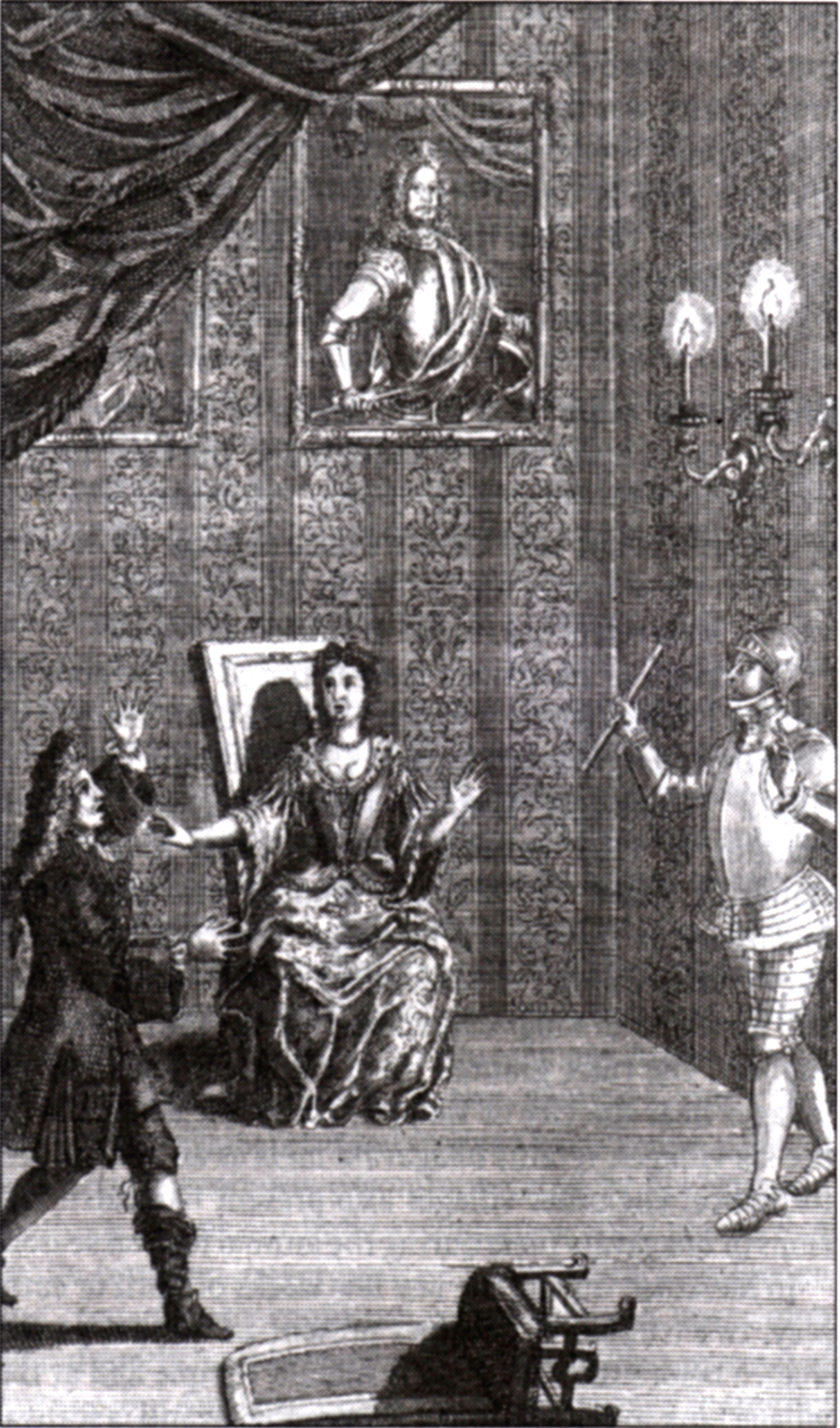
Jouant Hamlet

Thomas Betterton, né à Londres vers 1635 et décédé le 28 avril 1710, est un comédien britannique de la période de la Restauration.

## Biographie
Fils d'un cuisinier du roi Charles I, il travaille dans sa jeunesse comme apprenti d'abord auprès de John Holden, l'éditeur du dramaturge William D'Avenant, puis auprès d'un libraire du nom de Rhodes (bien que cette information soit à prendre au conditionnel) qui avait été costumier dans un théâtre du quartier londonien de Blackfriars. Rhodes obtient en 1659 une licence l'autorisant à monter une troupe au Cockpit, un théâtre situé sur Drury Lane. C'est lors de la réouverture de cette salle de spectacles en 1660 que Thomas Betterton commence sa carrière sur les planches.
Son talent étant très vite reconnu, il obtient rapidement des rôles importants. Lors de l'ouverture en 1661 d'un nouveau théâtre dans le quartier du parc de Lincoln's Inn Fields, William D'Avenant, détenteur de la patente d'exploitation de la salle, engage Betterton et l'ensemble de la troupe de Rhodes pour interpréter sa pièce Le Siège de Rhodes. Thomas Betterton, en plus d'être très populaire auprès du public, est également tenu en haute estime par Charles II, qui l'envoie en mission à Paris en vue d'y étudier les innovations en matière d'art théâtral. Selon Colley Cibber, c'est après son retour que l'on commence à introduire dans le théâtre anglais des décors mobiles, à la place des tentures de tapisserie traditionnellement utilisées.
En 1693, avec l'aide d'amis, il construit un nouveau théâtre (The New Playhouse) sur le lieu du court de tennis du parc de Lincoln's Inn Fields. Cette salle ouvre en 1695, avec la représentation de la pièce Amour pour amour de William Congreve, dans laquelle Betterton interprète le rôle de Valentine. Toutefois, au bout de quelques années, la salle est proche de la faillite et Thomas Betterton, amoindri par des problèmes de santé liés à son âge, en particulier la goutte, décide de quitter la scène. Il donne sa dernière représentation en 1710, dans le rôle de Melantius dans la pièce The Maid's Tragedy de Beaumont et Fletcher. Il meurt le 28 avril de cette même année. Il est enterré à l'abbaye de Westminster.
Thomas Betterton était d'apparence athlétique, avec toutefois une tendance à l'embonpoint, et d'une taille légèrement supérieure à la moyenne. Il possédait une voix forte qu'il savait poser avec une grande habileté. Samuel Pepys, Alexander Pope, Richard Steele et Theophilus Cibber ont tous fait l'éloge de son grand talent de comédien. À son répertoire, on compte un grand nombre de rôles shakespeariens et, bien qu'il les ait principalement interprétés dans les adaptations, alors goûtées du public, de William D'Avenant, John Dryden, Thomas Shadwell et Nahum Tate, ils lui ont permis de faire la démonstration magistrale de ses qualités d'acteur, d'autant que sa renommée ne s'est pas faite uniquement sur ses performances dans ces rôles. Alors que les comédiens de l'époque avaient une réputation de mœurs dissolues, Thomas Betterton a, pour sa part, mené une vie rangée avec sa femme Mary Saunderson, une comédienne qu'il avait épousée en 1662, auprès de laquelle il a joué le rôle de Hamlet dans la pièce éponyme de Shakespeare, Mary Saunderson y tenant le rôle d'Ophélie.
Thomas Betterton fut en outre l'auteur de plusieurs adaptations qui eurent du succès en leur temps.